# Bonifaz (Savoyen)

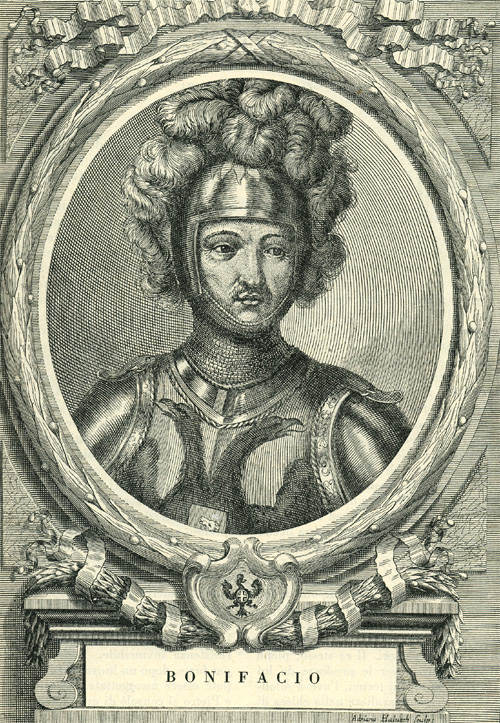
Bonifaz von Savoyen,
(Historisierender Kupferstich um 1700)

Bonifaz von Savoyen (auch Bonifatius) (* nach 1245; † vor 11. Juni 1263) war ein Graf von Savoyen.

## Herkunft und Erbe
Bonifaz entstammte dem Haus Savoyen. Er war der einzige Sohn von Graf Amadeus IV. und dessen zweiten Frau Cécile des Baux. Sein Geburtsjahr ist unbekannt, die Trauung seiner Eltern fand am 18. Dezember 1244 als Stellvertreterhochzeit statt, und um Weihnachten traf seine Mutter in Chambéry, dem Hauptsitz von Graf Amadeus ein. Als Geburtsjahr von Amadeus wird traditionell 1245 angegeben, doch hierfür gibt es keine Belege. Wahrscheinlich wurde er erst später geboren. In seinem Testament von 1252 setzte Amadeus seinen Bruder Thomas als Vormund für seinen einzigen, noch minderjährigen Sohn Bonifaz sein. Sollte Bonifaz ohne männliche Nachkommen sterben, sollten Thomas oder dessen Kinder die Grafschaft Savoyen erben. Beatrice Contesson, die Schwester von Bonifaz, sollte in das Kloster Le Betton eintreten. Beatrix und Margarete, die beiden älteren Schwestern von Bonifaz aus der erster Ehe seines Vaters hatten außer ihrer Mitgift keinen Erbanspruch. Als sein Vater dann im März 1253 starb, war das Erbe von Bonifaz aber nicht unumstritten, denn sein Vater hatte seine jüngeren Brüder Peter, Bonifatius und Philipp nicht berücksichtigt. Philipp und Peter forderten eine Aufteilung der Besitzungen seines Vaters, deren jährliche Einkünfte auf 50.000 Silbermark geschätzt wurden. Schließlich einigten sich die Brüder darauf, dass Erzbischof Jean de Bernin von Vienne und die Bischöfe Jean de Plaisance von Belley und Amadeus von Maurienne die Erbregelung überprüfen sollten. Die Bischöfe bestätigten bis 1255 die Regentschaft und die Erbfolge von Thomas, während die jüngeren Brüder nur kleinere Teile der Besitzungen erbten.

## Graf von Savoyen
Bonifaz stand somit zunächst unter der Vormundschaft seines Onkels Thomas, bis dieser im Februar 1259 starb. Nach der Chronik von Jehan Servion und Jean Cabaret aus dem 15. Jahrhundert war Bonifaz ein starker Krieger und wurde als ein zweiter Roland gerühmt. Als er von einer Rebellion des Markgrafen von Montferrat und der Bürger von Asti gegen die savoyardischen Truppen in Turin erfahren habe, soll er ein Heer nach Turin geführt haben. Nach tapfererem Kampf wurde er besiegt und gefangen genommen. Nach acht Monaten soll er in Gefangenschaft gestorben sein. Dieser Bericht ist völlig unbelegt und passt nicht in die Berichte über Ereignisse in Savoyen zwischen 1259 und 1263. Wahrscheinlich wurden Berichte von der Niederlage und der Gefangenschaft seines Onkels Thomas, der von 1256 bis 1257 neunzehn Monate lang in der Gefangenschaft von Turin und Asti war, vermischt. Tatsächlich ist völlig ungeklärt, wer nach dem Tod von Thomas die Regentschaft in Savoyen ausübte. Bonifaz war mit Sicherheit noch jünger als vierzehn Jahre, und seine Onkel Peter, Bonifatius und Philipp hielten sich nur zeitweise in Savoyen auf. Möglicherweise hatte seine Mutter Cecile die Regentschaft übernommen. 1262 war Bonifaz immer noch minderjährig und unverheiratet. Er starb vermutlich in der ersten Jahreshälfte 1263, doch wann genau und wie er starb, ist nicht überliefert. Letztmals wird er im September 1262 erwähnt, als ihm Graf Raoul von Genf für seine Besitzungen in Savoyen huldigte. Am 11. Juni 1263 huldigten die Vasallen von Bonifaz seinem Onkel Peter als neuen Grafen. Dieser hatte die Herrschaft als Graf übernommen und überging so die Ansprüche der minderjährigen Söhne seines Bruders Thomas. Da Peter jedoch keine männlichen Nachkommen hatte, würden diese nach seinem Tod seine Erben werden.